# Aphycus hadzibejliae
Aphycus hadzibejliae är en stekelart som beskrevs av Trjapitzin 1962. Aphycus hadzibejliae ingår i släktet Aphycus och familjen sköldlussteklar.
Artens utbredningsområde är:
- Armenien.
- Azerbajdzjan.

Inga underarter finns listade i Catalogue of Life.